# Ветеринарна медицина
Ветеринарната медицина е наука за произхода, развитието, лечението и предотвратяването на болестите при животните.

## История

### Произход на наименованието
В древния Рим понятието „veterinus“ означавало „товарен добитък“ и там за пръв път лечителите на животни са наречени „medicus veterinarius“ – ветеринарни лекари.

### В България
До освобождението на България от османска власт в страната няма квалифицирани ветеринарни специалисти. Първи организатори на ветеринарната медицина в България са ветеринарни лекар и от руската армия след Освобождението през 1878 г. по покана на българското правителство много от тях остават в България. Сред тях са имената на Иван Нейман, Иван Вознесенски, Ото Калнинг, Карл Расс и други. Ветеринарната служба се формира отначало в рамките на санитарната служба.
Първият законодателен акт, с който се подсказва необходимостта от организирането на ветеринарна служба, е Временни правила за устройването на медицинско управление в България, утвърден на 11 февруари 1879 от Първото обикновено народно събрание. В този документ се споменава, че „на медицинския съвет се възлага издаване на наставления против заразителните болести по хората и животните“. Въз основа на Временните правила не са изработени конкретни правилници или наредби. В първия медицински съвет няма представител с ветеринарномедицинско образование.
През 1881 доктор Иван Нейман е назначен за Главен ветеринарен лекар на Княжество България. Първата му задача е да организира военната ветеринарна служба. Той разработва „Законопроект за положението на ветеринарната част у войската“, който се приема от второто обикновено народно събрание и се утвърждава от княз Батенберг с указ от 9 ноември 1882 г. В официалния списък на лекарите от 16 февруари 1883 в раздела ветеринарни лекари освен Иван Нейман са посочени само още три имена. Това показва, че има сериозен проблем с кадрите. В началото на 1886 година на мясото на д-р Нейман за главен ветеринарен лекар и ръководител на военната и гражданска ветеринарна служба в България е назначен Фортунат Игнатий Хелховски. Той разработва глава 11 от Санитарния закон, която урежда ветеринарната служба. Приет е от Петото народно събрание и е утвърден с указ№545 от 18 октомври 1888 г. Според този закон вече всеки окръг трябва да има ветеринарен лекар.
Първата ветеринарно-бактериологична станция е открита през 1901 г., а през 1923 г. е открит и Ветеринарно-медицинският факултет при Софийския университет. От 1924 г. ветеринарните служби стават държавни. След 1944 г. се създават институти по ветеринарно дело. Постигнати са успехи в борбата с епизоотиите и паразитните болести. Провежда се научноорганизирана ветеринарно-санитарна експертиза на хранителните продукти от животински произход (Държавен ветеринарно санитарен контрол). Основател на единствения на територията на България „музей по история на ветеринарната медицина“ (в Аксаково) е д-р Тодор Савов Стаматаов от град Варна.
Ръководители на Ветеринарната служба в България

## Ветеринарномедицински науки

### Фундаментални
За да може ефективно да контролира жизнените процеси при болните животни, ветеринарният лекар трябва много задълбочено и всестранно да познава естествения ход на биологичните процеси в здравия организъм. Фундаменталните ветеринарномедицински науки са общобиологични науки. Те описват нормалния ход на жизнените процеси при здравите животни, както и техните изисквания към условията на заобикалящата ги жива и нежива природа. Към фундаменталните ветеринарномедицински науки спадат:
- Анатомия, цитология, хистология и ембриология на животните
- Физиология, биохимия и биофизика на животните
- Генетика и развъждане на животните
- Хигиена на животните
- Хранене на животните

### Специални
Изучават причините и условията за възникване на болести при животните, пътищата за развитие на болестния процес и начините за неговото лечение, и предотвратяване. Към специалните ветеринарномедицински науки се отнасят:
- Патологична анатомия, цитология и хистология;
- Патологична физиология;
- Микробиология;
- Вирусология;
- Паразитология;
- Хирургия;
- Вътрешни болести;
- Акушерство и гинекология – наука за правилната помощ при раждането на животните и лечението им в следродилния период;
- Ветеринарно-санитарна експертиза на храни и продукти от животински произход;
- Съдебна ветеринарномедицинска експертиза, ветеринарномедицински мениджмънт и ветеринарна деонтология.

## Ветеринарномедицински дейности

### Клинична
Обхваща всички мероприятия, свързани с грижите за болните животни и тяхното лечение. Осъществява се в специализирани ветеринарни клиники и амбулатории или по местоживеене на пациента.

### Профилактична
Обхваща всички мероприятия за предотвратяване на заболяванията при животните. Най-често упражняваните видове профилактична ветеринарномедицинска дейност са:
- дезинфекция
- дезинсекция
- дератизация
- профилактични прегледи
- ваксинации
- карантиниране
- обезроговяване

### Лабораторно-диагностична
Състои се в задълбочени, специализирани изследвания на здрави, болни или умрели животни, проби от тях или от добитите от тях продукти. Извършва се в специализирани ветеринарномедицински лаборатории от висококвалифицирани ветеринарни лекари.

### Стопанска
Състои се от ветеринарномедицински мероприятия, които не са необходими от здравна гледна точка, но съществено повишават
количеството и качеството на животинската продукция. Най-често упражняваният вид стопанска ветеринарномедицинска дейност е кастрацията.

### Контролна
Състои се от ветеринарномедицински мероприятия, които целят предпазване на хората от болести, намаляване на заболеваемостта при животните, повишаване на количеството и качеството на животинската продукция. Контролната ветеринарно-медицинска дейност има три основни направления:
- Епидемиологичен контрол – контролира разпространението на заразни и паразитни болести по животните и от тях към човека. Осъществява се от официални държавни ветеринарни инспектори от БАБХ.
- Ветеринарно-санитарен контрол – контролира качеството и безопасността на всички храни и продукти от животински произход. Осъществява се от официални държавни ветеринарни инспектори от БАБХ.
- Контрол върху благосъстоянието на животните и хуманното отношение към тях (Animal Wellfare) – модерна европейска практика, която навлезе в България през 90-те години на миналия век. Следи условията, при които се отглеждат животните и отношението на хората към тях. От хуманно отглежданите, „щастливи“ животни действително се получава по-качествена продукция. Но основният акцент при регламентирането и осъществяването на този вид дейност си остава състраданието и съчувствието към животните. Осъществява се от официални държавни ветеринарни инспектори от БАБХ.

## Здравеопазване за животни
Въпреки че под здравеопазване обикновено разбираме здравеопазване за човека, но под това понятие се разбира и здравеопазване за животни. За него се грижат личните стопани, зоологическите градини, резервати по-специално ветеринарите във ветеринарните клиники. В някои страни има спешна медицинска помощ специално за животни.